# 카테르지나 에먼스
카테르지나 에먼스(체코어: Kateřina Emmons 카테르지나 에몬스[*], 1983년 11월 17일~)는 체코의 사격 선수이다. 플젠에서 태어났다. 결혼 전 성은 쿠르코바(체코어: Kůrková)이다. 2004년 하계 올림픽에서 동메달을 땄으며 2008년 하계 올림픽에서는 10m 공기소총 종목에서 그녀 생에 첫 올림픽 금메달을 땄다. 이 금메달은 2008년 대회 의 첫 번째 금메달이기도 하다.
에먼스는 2008년 올림픽에서 금메달을 딸 때 예선에서 400점 만점을 쏴서 세계 신기록 타이를 이루었으며 본선에서는 503.5점을 쏴서 우승했다.

## 개인사
본래 카테르지나 쿠르코바(체코어: Kateřina Kůrková, 체코어 발음: [ˈkatɛr̝ɪna ˈkuːrkovaː])라는 이름으로 활동하다가, 2007년 미국의 소총 사격 선수인 매슈 에먼스(Matthew Emmons)와 결혼하면서 성을 에먼스로 고쳐 이후로는 에먼스라는 성으로 대회에 출전하고 있다. 매슈 에먼스는 2004년 하계 올림픽 때 금메달을 딴 바 있다. 그들은 2004년 하계 올림픽 때 만났으며 2007년 6월 30일 플젠에서 결혼했다. 이들 부부는 결혼 후에도 별개의 국적을 유지하고 있으며, 매슈 에먼스는 2008년 하계 올림픽 때 동메달을 따 부부가 서로 다른 국적으로 한 올림픽 대회에서 같이 메달을 딴 기록을 남겼다. 그들은 미국 콜로라도주의 콜로라도스프링스에서 거주하며 그 곳의 올림픽 센터에서 훈련하고 있다.

## 올림픽 기록
| 종목           | 2004           | 2008           |
| -------------- | -------------- | -------------- |
| 50m 소총 3자세 | 27위 565       | 은 · 586+101.7 |
| 10m 공기소총   | 동 · 398+103.1 | 금 · 400+103.5 |